# Église Saint-Sava de Gračac
Pour les articles homonymes, voir Église Saint-Sava.
L'église Saint-Sava de Gračac (en serbe cyrillique : Црква Св. Саве у Грачацу ; en serbe latin : Crkva Sv. Save u Gračacu) est une église orthodoxe serbe située à Gračac, dans la municipalité de Vrnjačka Banja et dans le district de Raška en Serbie. Elle est inscrite sur la liste des monuments culturels protégés de la république de Serbie (identifiant no SK 1659),,.

## Présentation
L'église actuelle a été édifiée à l'emplacement d'un lieu de culte plus ancien ; d'après le métropolite Mihailo, elle a été construite en 1812 puis elle a pris son apparence actuelle quand le toit a été recouvert de tuiles.
Le bâtiment est constitué d'une nef unique prolongée par une abside demi-circulaire à l'est et précédée par un porche qui était un ancien narthex à l'ouest. L'espace intérieur est divisé par des pilastres et des arches qui forment trois travées de longueur inégale. Un dôme octogonal à quatre ouvertures reposant sur un socle carré domine le toit.
L'édifice en pierres a été enduit ; les façades sont dépourvues de décoration, à l'exception de l'architrave située au-dessus du portail occidental et la niche qui se trouve au-dessus.
Le toit a été recouvert de tôle galvanisée en 1900.